# Filippino D'Oria
Filippo Doria, o Filippino Doria (Genova, 1470 o 1480 – Genova, 1548 o 1558), è stato un militare italiano della Repubblica di Genova.

## Biografia
Nacque da Bartolomeo di Carlo e Lucrezia Del Carretto. Appartenente a un ramo cadetto della famiglia Doria, di modeste condizioni economiche, ebbe un unico fratello, Bernardo, che non lasciò discendenza. Sin da giovane, Filippo intraprese la carriera militare, probabilmente grazie all'intercessione di Nicolò Doria, come già accaduto per il suo lontano parente Andrea.
Inizialmente, Filippo servì la famiglia Della Rovere, prestando servizio presso Francesco Maria I della Rovere, duca di Urbino, fino al raggiungimento della maggiore età di quest'ultimo intorno al 1510. Come riconoscimento per i servizi resi, Filippo ricevette la contea di Sassocorvaro. Successivamente, tra il 1516 e il 1517, entrò al servizio di Andrea Doria, che lo nominò suo luogotenente nella guerra contro i corsari barbareschi, conflitto condotto da Genova in collaborazione con il papato e la Francia.
Nel 1519, Filippo ebbe un ruolo determinante nella battaglia dell'isola di Pianosa contro il corsaro Gad-Alì (o Kaid Alì). Durante lo scontro, Andrea rimase ferito e le sue forze rischiavano la sconfitta; l'intervento tempestivo di Filippo, sopraggiunto con due galee alle spalle del nemico, permise di ribaltare le sorti della battaglia, portando alla cattura di due navi nemiche e dello stesso Gad-Alì. Sebbene la vittoria sia stata attribuita ad Andrea Doria, quest'ultimo riconobbe il coraggio e il merito di Filippo, consolidando un sodalizio militare tra i due.
Nel 1522, a seguito del sacco spagnolo di Genova e del ritorno al potere degli Adorno, Filippo, insieme ad Andrea Doria e alle loro quattro galee, si rifugiò a Monaco. Da lì, passarono al servizio di Francesco I di Francia. Durante questo periodo, Filippo partecipò a diverse operazioni militari, tra cui la difesa di Marsiglia nel 1524 dall'attacco delle forze spagnole guidate dal marchese di Pescara e da Carlo di Borbone. Dopo la battaglia di Pavia nel 1525 e la cattura di Francesco I, Filippo e Andrea Doria entrarono al servizio di Papa Clemente VII, allora alleato dei francesi.
Nel 1527, Filippo fu coinvolto nella liberazione di Genova dal dominio francese. In quell'anno, Andrea Doria, con l'appoggio di Filippo e delle loro galee, riuscì a scacciare le forze francesi dalla città, instaurando un governo filo-imperiale sotto la protezione di Carlo V. Questo evento segnò l'inizio di un periodo di autonomia per la Repubblica di Genova, con l'Ammiraglio come principale figura politica e militare.
Filippo Doria continuò a servire fedelmente il Doria nelle successive campagne militari, contribuendo al consolidamento del potere genovese nel Mediterraneo. La data e le circostanze esatte della sua morte non sono documentate, ma si presume sia deceduto a Genova intorno alla metà del XVI secolo.